# Blériot VIII
O Blériot VIII foi uma aeronave francesa construída por Louis Blériot, sendo significativa para sua adoção de ambas a configuração e o sistema de controles, que foram definidos como padrão por muitas décadas a seguir. Um ano antes, Blériot havia experimentado um projeto de asa em tandem, o Blériot VI, e então construiu ontra aeronave, o Blériot VII, no qual a asa traseira era pouco menor que a dianteira. No Blériot VIII, ele reduziu o tamanho da asa traseira ainda mais, a ponto de que não estava mais contribuindo significativamente na sustentação, mas acabou se tornando o estabilizador horizontal. Ainda mais original foi sua adoção de um único stick para controlar a aeronave, controlando o roll e o pitch, enquanto que o leme era controlado por uma barra horizontal pivotada centralmente, movimentada pelos pés do piloto. Uma disposição parecida para o controle do pitch e do roll havia sido incorporada em uma aeronave no ano anterior por Robert Esnault-Pelterie, mas o Bleriot VIII foi o primeiro a utilizar em uma única estrutura, combinando os controles realizados pelos pés e pelas mãos, forma como é utilizada até hoje, o formato básico dos sistemas de controles de voo. Blériot percebeu que sua nova aeronave voou muito bem, e pela primeira vez tinha controle suficiente para voar em círculos. Ele pôde também se manter voando por oito minutos em uma das vezes. Durante o ano de 1908, seu projeto foi modificado várias vezes, tendo alterado seu nome na principal mudança para VIII-bis e o próximo VIII-ter. Com esta aeronave, no dia 29 de Junho, Blériot recebeu o segundo de três prêmios sendo oferecidos pelo Automobile Club de France, por um voo com a altitude de 200 m (660 pé). Voos mais e mais longos foram realizados: no dia 21 de Outubro, ele fez um voo de 7 km, e dez dias mais tarde voou por 14 km, de Toury para Artenay, fazendo também o voo de volta.